# Simone Tomassini
Simone Tomassini (Vertemate con Minoprio, 11 maggio 1974) è un cantautore italiano.

## Biografia
Firma il suo primo contratto discografico con la Bollicine, etichetta di Vasco Rossi, grazie a Enrico Rovelli che diventa il suo manager. Debutta al Festival di Sanremo 2004 con È stato tanto tempo fa. Nello stesso anno partecipa a tre appuntamenti del Festivalbar con Il mondo che non c'è. Apre tutti i concerti del Buoni o cattivi Tour 2004 di Vasco Rossi con il quale scrive Giorni, che dà il titolo del suo primo album, e dà il via al Giorni Tour.
Nel 2005, negli studi della Bollicine, registra il suo secondo album Buon viaggio. Partecipa alla seconda edizione di Music Farm, classificandosi terzo. Il 27 maggio 2005 esce il secondo album, Buon viaggio, che include il singolo Quando sei ragazzo. Segue il Buon viaggio Tour. Contemporaneamente apre le date del Buoni o cattivi Tour 2005, partecipa a due tappe del Festivalbar 2005, e il Tim Tour 2005. In seguito viene pubblicato il DVD Simone Live 05 Alcatraz Milano.
A maggio 2006, con la produzione artistica e gli arrangiamenti di Vince Tempera, pubblica il suo terzo album, Sesso gioia rock'n roll. 
A maggio 2007 pubblica Niente da perdere, e nel dicembre 2008 esce Va tutto bene.
Nello stesso anno inoltre partecipa insieme alla Nazionale italiana cantanti a interpretare Uno su mille, La canzone del sole, La forza della vita e Si può dare di più, brani utilizzati per finalità benefiche.
Nel novembre 2010 esce il singolo Ho scritto una canzone.
Il 29 aprile 2011 inizia la trasmissione radiofonica del singolo Caduta libera, che anticipa l'uscita del quarto album Simone Tomassini, prevista per l'11 maggio 2011. Nello stesso giorno parte il Sempre In Tour. Nello stesso mese è anche autore del brano Sei amore cantato da Paolo Meneguzzi.
L'11 maggio 2011 pubblica il quarto album ufficiale autoprodotto Simone Tomassini. Il 26 giugno esce, solo in versione digitale e per il mercato di lingua spagnola, l'album De Ti, che contiene solo le canzoni in spagnolo presentate nel precedente album, a cui si aggiunge la versione unplugged di De Ti.
Il 10 novembre 2011 è uscito il suo primo libro dal titolo Confessioni... di un pazzo edito da Rupe Mutevole. L'8 dicembre esce Happy Xmas - War is Over, tributo a John Lennon.
Durante il 2012 Tomassini è impegnato con il Sempre in tour. L'8 dicembre pubblica il singolo Spero davvero. Il singolo La Ferrari è lei, pubblicato il 29 marzo e raggiunge su YouTube oltre il milione di visualizzazioni.
Con il suo amico Paolo Meneguzzi, nel 2015 è protagonista di un concerto per i ragazzi disabili della Rosa Blu. L'album, distribuito in formato CD e download digitale, comprende anche Imagine e Knockin' on Heaven's Door, dove Simone Tomassini duetta con i ragazzi della RSD Band, gruppo musicale composto da persone con disabilità.
L'8 dicembre 2015, a distanza di 11 anni dal suo debutto, pubblica il singolo Solo cose belle, che anticipa l'album Felice, uscito nel marzo 2016.
Il 25 maggio del 2018 pubblica con Paolo Meneguzzi il singolo Estate Rock & Roll (Etichetta Latlantide), una canzone dedicata al cinquantenario del Sessantotto.
Il 27 settembre 2019 pubblica, per l'etichetta Cello Label, il singolo Ovunque, scritto e prodotto in collaborazione con Emiliano Bassi e Andrea Bonomo.
Il 28 febbraio 2020 parte per il suo primo tour in Argentina, accompagnato dagli Amaro Lucano Rock Italiano, un gruppo italo-argentino.
Il 21 marzo 2020, pubblica la canzone Quando tutto finirà.
l'11 maggio 2020 pubblica Charlot cantato con Kiera Chaplin. Il testo è di Charlie Chaplin. Il 15 luglio pubblica un nuovo singolo dal titolo Quante volte ti sei perso con la produzione artistica di Simone Bertolotti. Dal settembre 2020 pubblica con una serie di singoli: Ora è l'ora, C'hanno provato, Comunque sia e Penso e ci ripenso su.
A gennaio 2021 pubblica una nuova canzone dal titolo Origami.
A marzo 2021 pubblica il singolo dal titolo Non mi sono perso niente e ad aprile Noir d'amore, entrambi eseguiti piano e voce.
A settembre 2021 pubblica l'EP "Simone Tomassini Live in Argentina" registrato durante il tour in terra sudamericana insieme alla band locale Amaro Lucano Rock.
Nel 2024, in occasione del ventennale dalla prima partecipazione al Festival di Sanremo, pubblica in digitale una cover de L’Italiano di Toto Cutugno, inserita in uno speciale vinile 45 giri a edizione limitata.
Il 21 maggio 2024 ha ricevuto il Premio Roma Videoclip alla Casa del Cinema di Roma.

## Discografia

### Album in studio
- 2004 - Giorni
- 2005 - Buon viaggio
- 2006 - Sesso gioia rock'n roll
- 2009 - Ladra
- 2011 - Simone Tomassini
- 2016 - Felice

### EP
- 2011 - De ti
- 2020 - 2009

### Singoli
- 1998 - I Love You
- 1998 - Mano nella mano
- 2004 - È stato tanto tempo fa
- 2004 - Il mondo che non c'è
- 2004 - Giorni
- 2004 - Ci sarà il sole
- 2005 - Quando sei ragazzo
- 2005 - Fatto di cartone
- 2005 - Abito lei
- 2006 - Non piangere mai
- 2006 - Fuori come un balcone
- 2006 - Scuola della vita
- 2006 - Sesso
- 2007 - Niente da perdere
- 2008 - Va tutto bene
- 2010 - Ho scritto una canzone
- 2011 - Caduta libera
- 2011 - Il momento
- 2011 - Happy Xmas (War Is Over)
- 2012 - Barcollo ma non mollo
- 2012 - Spero davvero
- 2013 - La Ferrari è lei
- 2015 - Solo cose belle
- 2016 - Sapere che ci sei
- 2016 - Che sorriso che hai
- 2018 - Estate rock’n’roll (con Paolo Meneguzzi)
- 2019 - Ovunque
- 2020 - Quando tutto finirà
- 2020 - Cuando Todo Se Termine (con Paolo Meneguzzi)
- 2020 - Charlot (con Kiera Chaplin)
- 2020 - Quante volte ti sei perso (live in Argentina)
- 2020 - Ora è l'ora
- 2020 - C'hanno provato
- 2020 - Comunque sia
- 2020 - Penso e ci ripenso su
- 2021 - Origami
- 2021 - Non mi sono perso niente
- 2021 - Noir d'amore
- 2024 - L'Italiano
- 2024 - Sono vivo

### Video
- 2005 - Simone Live 05 Alcatraz Milano

### Canzoni scritte per altri
- 2005 - Mi mancherai di Dennis Fantina
- 2011 - Sei amore di Paolo Meneguzzi scritto con lo stesso Meneguzzi
- 2013 - Zero di Paolo Meneguzzi scritto con lo stesso Meneguzzi

## Libri
- Confessioni... di un pazzo, 2011.